# Stjepan Gamulin
Stjepan Gamulin (Šibenik, 13. siječnja 1934.), hrvatski akademik.
Redoviti je član Hrvatske akademije znanosti i umjetnosti.

## Životopis
Jedini je sin poznatog hrvatskog domoljuba, gimnazijskog profesora biologije Ćire Gamulina koji je predavao u splitskoj Muškoj realnoj gimnaziji. Oca su Stjepanu ubili kad je imao samo osam godina. Otac mu je ubijen jer talijanski okupatori nisu uspjeli proslaviti prvu obljetnicu okupacije Dalmacije 17. travnja 1942. godine. Suočili su se s bojkotom splitskih građana koji su učinili grad pustim, Pjaca na kojoj je bilo postavljeno veliko filmsko platno na kojem su fašisti planirali projicirati pred mnoštvom naroda svoje vojne uspjehe, bila je potpuno prazna. Bijes su odlučili iskaliti na netkom omiljenom u narodu. Jutra tog dana Stjepanov je otac u školi učenicima rekao da je ta obljetnica okupacije dan za plakanje i da se nemaju čemu smijati. Netko ga je prokazao, iste su ga večeri talijanski fašisti uhitili i premlatili. Za prikrivanje zločina nad popularnim profesorom, tražili su od liječnika da je umro od srčanog udara, no nisu to učinili, nego zapisali istinu. U tim teškim danima za njegovu obitelj, Stjepan i mati su izbjegli u Jelsu kod djeda koji je bio ondje liječnik.
Godine 1959. Stjepan Gamulin završio je Medicinski fakultet u Zagrebu. Godine 1967. završio na Prirodoslovno-matematičkom fakultetu u Zagrebu postdiplomski studij iz organske kemije i biokemije i stekao naslov magistra znanosti. Godine 1970. doktorirao na Medicinskom fakultetu u Zagrebu. Akademski naslov Ph. D. iz biokemije stekao je 1972. godine za Fakultetu znanosti Sveučilišta u Londonu. 1974. habilitirao je opću patološku fiziologiju i stekao naslov naslovnog docenta. 1979. je godine završio specijalizaciju iz interne medicine. 1982. je godine postao redovnim profesorom. Godine 1999. dodatno se specijalizirao za internističku onkologiju. Umirovio se iste godine, a 2000. godine stekao naslov professor emeritus.

## Članstva
Član je Hrvatskog društva fiziologa, Hrvatskog društva biokemičara, Hrvatskoga biološkog društva, International Society for Breast cancer Research, Hrvatskoga liječničkog zbora i redovni član Medicinske akademije Hrvatske.

## Nagrade
- Godine 1975. Orden rada sa srebrnim vijencem.[4]
- Godine 1996. Red Danice hrvatske s likom Ruđera Boškovića.[4]
- Godine 1999. podijelio je nagradu Josip Juraj Strossmayer s M. Marušićem za znanstveno djelo Patofiziologija IV. izdanje.[4]

2009. Državna nagrada za znanost Republike Hrvatske za životno djelo u području prirodnih znanosti 

## Vanjske poveznice
- Tko je tko u hrvatskoj znanosti  Arhivirana inačica izvorne stranice od 12. listopada 2016. (Wayback Machine) Stjepan Gamulin
- Biologija.com.hr Akademik Stjepan Gamulin tijekom predavanja održanog 4. studenog u HAZU pod nazivom Biomedicina 10 godina nakon objave ljudskog genoma